# Padre Noguera
Padre Noguera is een gemeente in de Venezolaanse staat Mérida. De gemeente telt 3500 inwoners. De hoofdplaats is Santa María de Caparo.